# 黄浙
黄浙（1916年—？），字景杭，男，上海人，中国发育生物学家，曾任山东大学教授、博士生导师。